# Martin Kaymer
Martin Kaymer (/kaɪmər/; nascido em 28 de dezembro de 1984) é um golfista profissional alemão.
Se tornou profissional em 2005. Martin irá representar a Alemanha no jogo por tacadas individual masculino do golfe nos Jogos Olímpicos de Verão de 2016, no Rio de Janeiro, Brasil.

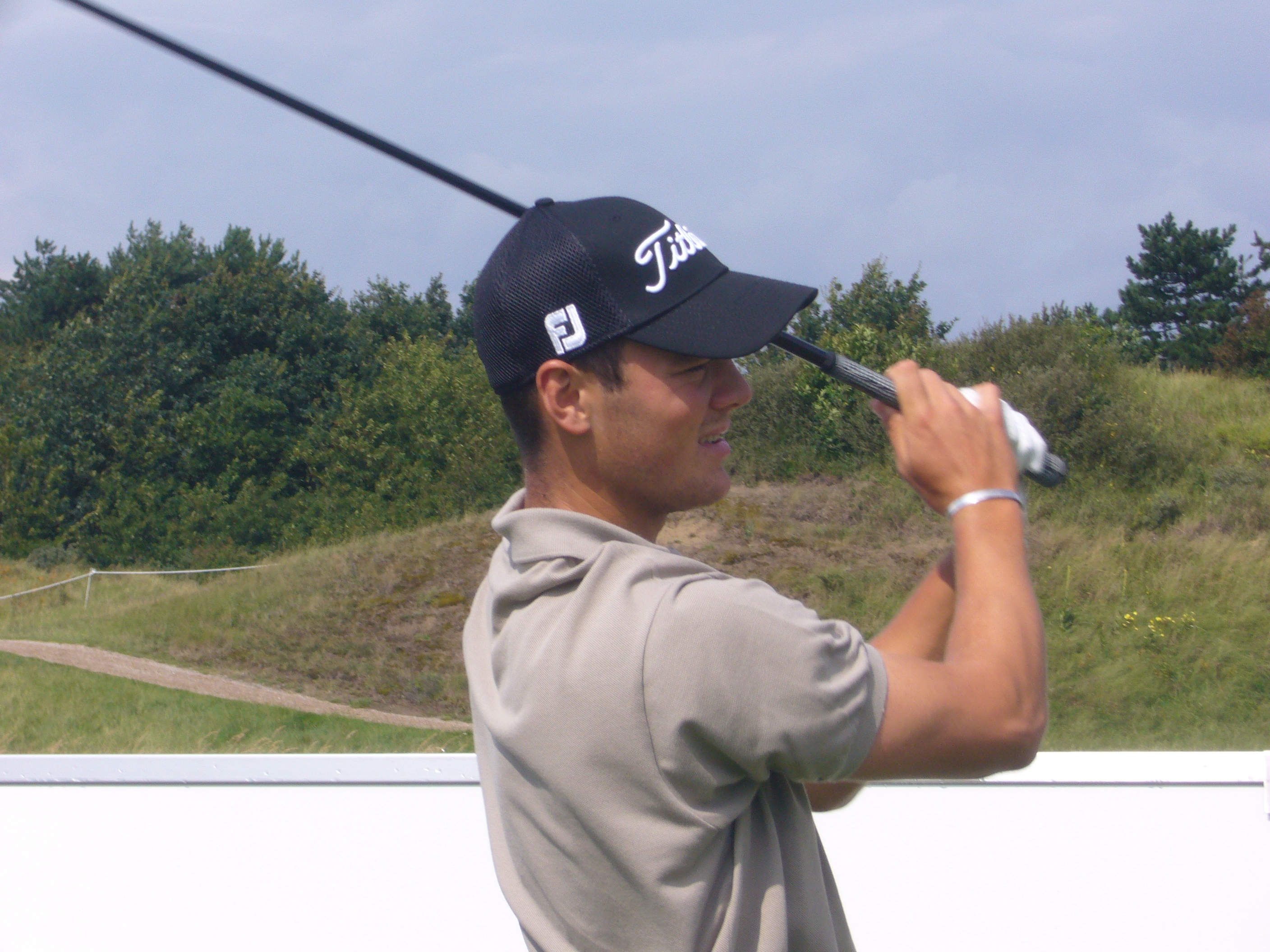
Kaymer no KLM Open em 2008